# Isactinernus quadrilobatus
Isactinernus quadrilobatus is een zeeanemonensoort uit de familie Actinernidae.
Isactinernus quadrilobatus is voor het eerst wetenschappelijk beschreven door Carlgren in 1918.